# Tommy Boy
Tommy Boy è un film commedia d'avventura statunitense del 1995 diretto da Peter Segal, scritto da Bonnie e Terry Turner, prodotto da Lorne Michaels e interpretato da ex compagni di cast di Saturday Night Live e amici intimi Chris Farley e David Spade.

## Trama
A Sandusky, nell'Ohio, Tommy Callahan III, giovane sovrappeso, bonaccione tanto affabile quanto ingenuo, riesce finalmente a laurearsi dopo ben sette anni al college. Tornato a casa, il padre vedovo, Thomas “Big Tom” Callahan Jr., industriale locale, gli assegna un incarico esecutivo nella Callahan Auto, la loro fabbrica di ricambi auto, e annuncia il matrimonio con la seducente Beverly, conosciuta in una clinica dimagrante. Il matrimonio porta nella vita di Tommy anche un fratellastro, Paul. Ma proprio durante il ricevimento nuziale, Big Tom muore improvvisamente per un infarto. Dopo il funerale, la banca ritira il supporto finanziario promesso all’azienda, ora in difficoltà. Tommy propone allora un patto: offrirà in garanzia le proprie azioni ereditate e la casa, purché gli venga concesso il tempo di vendere 500.000 pastiglie per freni, salvando così la nuova linea produttiva. Parte così per un tour di vendite insieme a Richard Hayden, assistente sarcastico e diffidente del padre, con cui ha un rapporto burrascoso fin dall’infanzia. Le prime trattative vanno disastrosamente: Tommy, ansioso e iperattivo, compromette gli incontri, danneggia l’auto di Richard e provoca incidenti esilaranti. Intanto Michelle, ex compagna di scuola ora addetta alle spedizioni, nota un comportamento sospetto tra Beverly e Paul. Inizia a indagare e scopre che i due hanno un legame ben diverso da quello ufficiale. Nel frattempo, Tommy e Richard, dopo litigi e incomprensioni, riescono a stringere amicizia e a migliorare le vendite, sfruttando l’abilità istintiva di Tommy nel comprendere le persone. Ma proprio quando raggiungono l’obiettivo, Paul sabota il sistema informatico aziendale, invalidando gli ordini. La situazione sembra ormai compromessa: Beverly e Paul spingono per vendere tutto a Ray Zalinsky, un magnate rivale deciso ad assorbire la Callahan Auto. Decisi a impedirlo, Tommy, Richard e Michelle si recano a Chicago, dove mettono in atto un audace piano per smascherare i veri intenti di Zalinsky e i segreti di Beverly e Paul, nel tentativo disperato di salvare l’azienda, i suoi lavoratori e l’eredità di Big Tom.